# ویگن
ویگن دِردِریان (به ارمنی: Վիգէն Տէրտէրեան؛ ۲۳ نوامبر ۱۹۲۹ – ۲۶ اکتبر ۲۰۰۳) خواننده موسیقی سبک‌های جاز و پاپ و بازیگر فیلم در سال‌های ۱۹۵۵-۱۹۷۲ (۱۳۳۴–۱۳۵۱)، از ارمنی‌تبار اهل ایران بود. او یکی از نخستین خواننده‌های ایران بود که با گیتار در صحنه ظاهر شد و ایرانیان او را به‌عنوان «سلطان جاز» می‌شناختند. او هنرمندی بود که از همان ابتدا با سبکی نو وارد دنیای موسیقی پاپ ایرانی شد و همین بر شهرتش افزود. ویگن علاوه‌بر موسیقی در زمینهٔ سینما نیز فعالیت داشت و در دهه‌های سی و چهل خورشیدی در چند فیلم سینمایی نقش آفرید.
بخش نخست فعالیت خوانندگی وی در «عصر طلایی موسیقی پاپ ایرانی» یعنی از اوایل دههٔ ۱۹۷۰ میلادی تا زمان انقلاب ۱۹۷۹ بود که وی مجبور به ترک ایران شد و بخش دوم آن نیز از زمان مهاجرتش به ایالات متحدهٔ آمریکا آغاز گشت که تا زمان درگذشتش در سال ۲۰۰۳ (۱۳۸۲) ادامه یافت.

## ابتدای زندگی
ویگن دِردِریان در  ۲۳ نوامبر ۱۹۲۹ (۲ آذر ۱۳۰۸) در همدان زاده شد. پدربزرگ مادری‌اش اهل همدان و پدرش از بازماندگان خانواده‌ای بود که تمامی اعضای آن در نسل‌کشی ارمنی‌ها کشته‌شده بودند و او از ترکیه به ایران گریخته و دست سرنوشت او را به باغ پدربزرگ مادری ویگن کشانده بود. آنها هم به او اجازه داده بودند تا در باغ زندگی کند. پس از مدتی هم پدر و مادر ویگن عاشق یکدیگر شده و با هم ازدواج کردند. حاصل این ازدواج هشت فرزند بود، پنج پسر به نام‌های زاون، ویگن، کارو، هراند و واهه و سه دختر به نام‌های ژولیت، هلن و آرمینه. ویگن چهارمین فرزند خانواده بود. وی در خانواده‌ای پرجمعیت زاده شد و به‌همین خاطر تحصیلاتش را نیمه‌تمام گذاشت تا همراه با برادر بزرگش در شرکت کمپساکس (تأسیسات راه‌آهن) کار کند. ویگن تحصیلات متوسطه را در سال ۱۹۵۱ (۱۳۳۰) تمام کرد. او که شغل نقشه‌برداری داشت، ابتدا با خواندن در کافه‌ها محبوب دوستداران موسیقی پاپ شد و اجرای آهنگی در رادیو تهران به شهرتش انجامید. صدای گرم او به‌همراه گیتارش، با شعرهایی با مضمون‌های تازه و ملودی‌های نو، چهرهٔ تازه‌ای در صحنهٔ موسیقی ایران عرضه کرد.

## زندگی هنری

### از کافهٔ شمیران تا استودیو دیانا

ویگن و کارو

ویگن از نوجوانی به موسیقی علاقه داشت. او در دورهٔ حضور قوای متفقین در همدان، گیتاری دستِ‌دوم از یک سرباز آمریکایی به قیمت چهار تومان خرید و:
... بعد هم پیش شوهر خواهرم که می‌دانست گیتار را چطور باید زد، چیزهای یادگرفتم.
 او از همین سال‌ها، به‌خاطر صدای خوش و استعدادش در خواندن ترانه‌های ارمنی، فارسی و اسپانیایی، در کافه‌های همدان برنامه اجرا می‌کرد. وی در بیست و دو سالگی به تهران می‌آید و از سال ۱۹۵۱ (۱۳۳۰) در کافهٔ رستوران باغ شمیران (تقاطع خیابان فردوسی و استانبول) بر روی صحنه می‌رود. تفاوت جنس صدا و نوع موسیقی ویگن، او را به‌عنوان خوانندهٔ جاز به شهرت می‌رساند و کافهٔ شمیران تبدیل می‌شود به پاتوق روشن‌فکران و شاعران «موج نویی» (بیشتر به‌لطف حضور برادر ویگن: کاروی شاعر) و دوستداران موسیقی جاز و پاپ آن دوره.
اولین ترانه‌ای که ویگن اجرا کرد، «سلام بر غم» نام دارد که شعرش را کارو، برادرش سروده بود.
ناصر رستگارنژاد، ترانه‌سرای معروف، به یاد می‌آورد که: 
«شبی در کافهٔ باغ شمیران با یکی از دوستان نشسته بودیم، دیدیم جوانی بلند بالا با صدای بسیار خوب، ترانه‌های غربی و ارمنی می‌خواند. او را سر میز خود دعوت کردیم و با او بیشتر آشنا شدیم تا آنجا که همان شب رفتیم به کنار و من همان شب ترانهٔ معروف «رقیب» را ساختم. بعد هم چند روز بعد رفتیم به رادیو و این ترانه را که اولین ترانهٔ رسمی ویگن به حساب می‌آید ضبط کردیم …»
بعدها که ویگن برای خدمت سربازی به آبادان می‌رود در آنجا برای سربازان آواز می‌خواند تا یک روز که خبر آوازخوانی وی به گوش فرمانده آنها می‌رسد. فرمانده با شنیدن صدای ویگن از او می‌خواهد که در باشگاه افسران روی سن برایشان آواز بخواند.

تصویر ویگن روی جلد مجلهٔ جوانان

او از نوجوانی در گروه‌های کلیسا آواز می‌خواند و در سال‌های ۱۹۵۴-۱۹۶۰ (۱۳۳۳–۱۳۲۹) به خواندن ترانه‌های روز در کافه‌های تهران و شمیران پرداخت. دو روزنامه‌نگار مشهور، سیامک پورزند و جمشید وحیدی، استعداد او را کشف کردند و او را به رادیو آوردند. به‌زودی صدای استثنایی، استعداد موسیقی، چهره و اندام ورزنده و جذاب و شخصیت انسان دوست ویگن، او را تبدیل به پرفروش‌ترین خوانندهٔ روز کرد و نمونهٔ ایرانی از شخصیت «سلطان» پاپ دنیای آن روز الویس پریسلی (۱۹۷۷–۱۹۳۵) تلقی شد.
در سال ۱۹۵۴ (۱۳۳۳) ویگن ترانهٔ مهتاب را (که بعداً در آلبومی به همین نام منتشر شد) خواند. این ترانه را آغاز عصری نو در موسیقی ایرانی می‌دانند چرا که برای اولین بار، موسیقی ایرانی با سازهای تماماً غیر ایرانی اجرا شد.
خود ویگن در گفتگوهایش از نقش جمشید وحیدی (روزنامه‌نگار و طنزپرداز) هم در راه‌یابی اش به رادیو یاد کرده‌است اما نقش عطاالله خرم را نباید از یاد برد که آهنگ «رقیب»، و پس از آن، آهنگ‌های بسیاری از ترانه‌های مشهور و ماندگار ویگن را ساخت.
کارنامهٔ هنری ویگن، فهرست مفصلی از آهنگ‌هایی را نشان می‌دهد که از ملودی‌های فارسی، ارمنی، ایتالیایی، فرانسوی، ترکی و حتی خراسانی، مایه گرفته و با همکاری موسیقی‌دان ورزیده‌ای چون عطاالله خرم و زاون اوهانیان و شاعران برجسته‌ای مانند تورج نگهبان و پرویز وکیلی به اوج شهرت رسید. جواد معروفی، رهبر ارکستر گل‌ها، با درک استعداد ویگن، از او خواست اجرای چند آهنگ ارمنی تنظیم‌شده برای ارکستر را در برنامهٔ گل‌های صحرایی و یک شاخه گل بر عهده بگیرد که از بین آنها «ساری گلین» با کلامی ساخته‌شده از جمشید ارجمند (نویسنده و منتقد سینمایی در سال ۱۹۶۱ (۱۳۴۰)) مشهور است. ویگن از آن به بعد در گل‌ها فعالیت نداشت اگرچه اولین خوانندهٔ پاپ بود که به این برنامه اجازهٔ ورود یافت.
اگرچه بیشتر ترانه‌های ویگن به زبان فارسی بود ولی او به زبان‌های دیگر و به خصوص زبان مادریش، ارمنی نیز می‌خواند.
ویگن با ورود به رادیو، لقب «سلطان جاز ایران» را به دست آورد و در سال ۱۹۵۳ (۱۳۳۲)، باز هم به دعوت خاچیکیان، به جمع استودیو دیانا و بازیگران فیلم «چهارراه حوادث» پیوست.
او خود نیز چند آهنگ ساخت و در دهه‌های ۱۹۵۰ و ۱۹۶۰ (۱۳۳۰ و ۱۳۴۰) از محبوب‌ترین خواننده‌های ایران بود.
همچنین وی با چند تن از خوانندگان نام آشنایی چون دلکش، نارملا، پوران، هایده، الهه و … ترانه‌های دوصدایی اجرا کرد.
نوع موسیقی او کلاسیک و پاپ بود، و گاه از ملودی‌های غربی بهره می‌برد، که به «جاز ایرانی» معروف شد و به او لقب «سلطان جاز» ایران را دادند، اگر چه موسیقی او ارتباطی با موسیقی جاز نداشت.

### از چهار راه حوادث تا اعتراف
در سال ۱۹۵۴ (۱۳۳۳) به دعوت ساموئل خاچیکیان به سینما روی آورد و نخستین فیلمش را با نام چهارراه حوادث (۱۳۳۴) برای خاچیکیان بازی کرد تا سال ۱۹۶۶ (۱۳۴۵) که آخرین فیلمش را با نام اعتراف (به کارگردانی ناصر رفعت) بازی کرد، مجموعاً در دوازده فیلم حضور یافت که در برخی از آنها خوانندگی هم کرد. خون و شرف (۱۳۳۴)، تپه عشق (۱۳۳۸)، فردا روشن است (۱۳۳۹)، آتش و خاکستر (۱۳۳۹)، عروس دریا (۱۳۴۴) برخی از این فیلم‌هاست.
علاوه بر چهارراه حوادث و خون و شرف (هر دو به کارگردانی خاچیکیان)، ویگن تا پایان دههٔ سی در هشت فیلم دیگر هم بازی کرد (ظالم بلا، فردا روشن است، تپهٔ عشق، چشمهٔ عشاق، عروسک پشت پرده، آرشین مالالان و عسل تلخ) که خوانندهٔ ترانهٔ آنها هم بود. غیر از بازی، صدای ویگن نیز در این سال‌ها در تعدادی فیلم شنیده می‌شود (شب‌نشینی در جهنم، طوفان در شهر ما، بی‌ستاره‌ها، آسمون جل، آرامش قبل از طوفان، بچه‌های محل و …) در دههٔ چهل، ویگن دو فیلم مطرح بازی کرد: خاکستر (خسرو پرویزی، ۱۳۴۰) و عروس دریا (آرمان ۱۳۴۴) ...
آخرین صدای او در سینمای ایران در فیلم دنیای پول (قدرت‌الله احسانی، ۱۳۴۴) به گوش رسید و آخرین بازی‌اش در فیلم اعتراف بود به کارگردانی ناصر رفعت (۱۳۴۵).
ویگن دردریان در سال ۱۹۷۱ (۱۳۵۰) به آمریکا مهاجرت کرد.
او در همهٔ این سال‌ها در عرصهٔ موسیقی فعال بود و لقب «سلطان جاز ایران» را تا آخر عمر حفظ کرد.

## برنامه گل‌ها
جواد معروفی، رهبر ارکستر گل‌ها، با درک استعداد ویگن از او خواست اجرای چند آهنگ ارمنی تنظیم‌شده برای ارکستر را در برنامهٔ گل‌های صحرایی و یک شاخه گل به عهده بگیرد که از بین آنها «ساری گلین» با کلامی ساخته شده از جمشید ارجمند، نویسنده و منتقد سینمایی، در سال ۱۹۶۱ (۱۳۴۰) مشهور است. ویگن از آن به بعد در گل‌ها فعالیتی نداشت. اگرچه اولین خوانندهٔ پاپ بود که به این برنامه اجازهٔ ورود یافت.

## فعالیت در عرصهٔ تهیه‌کنندگی
«ویگن فیلم» تاریخچهٔ کوتاهی دارد: ویگن دردریان که در این سال‌ها به عنوان خواننده و بازیگر شهرت یافته‌بود، اقدام به تأسیس یک شرکت سینمایی کرد که به قول جمال امید می‌توانست موفق باشد اگر او در رفتار و کار و حساب و کتاب نامرتب و بی‌نظم نمی‌بود.
در متن آگهی تأسیس این شرکت آمده‌است: «به‌منظور تأسیس استودیو فیلم‌برداری و تهیه و تولید و دوبلاژ انواع فیلم سینما و واردات و صادرات فیلم سینما و هر نوع لوازم فیلم‌برداری، شرکتی به نام «ویگن فیلم» با مسئولیت محدود و با سرمایهٔ یک میلیون ریال … در تهران، کوی یوسف‌آباد .. تشکیل گردیده و…» در این آگهی، نام محمدحسین معزی به‌عنوان شریک و دارای حق امضاء به ثبت رسیده‌است، اما مجموعه خدماتی که قرار بود توسط این شرکت انجام گیرد در واقع سنگ بزرگ بود و کف‌گیر «ویگن فیلم» با تهیهٔ همان یک فیلم اول «آتش و خاکستر» به ته‌دیگ خورد و بی سر و صدا منحل شد.

## پس از انقلاب
بعد از انقلاب ۱۹۷۹ که موسیقی پاپ در کشور ممنوع شد، ویگن، مانند بسیاری دیگر از هنرمندان ایران مجبور به ترک کشور شد و در کالیفرنیا زندگی هنری جدیدی را آغاز کرد.
ویگن پنجاه سالگی فعالیت هنری خویش را در فوریهٔ ۲۰۰۱ در «هالیوود پالادیوم» (Hollywood Palladium) در لس آنجلس، کالیفرنیا جشن گرفت. او چندی پیش از مرگش برای انجام چند کنسرت به آلمان سفر کرد.

## زندگی خصوصی
ویگن در اوایل دهه ۱۹۷۰ (دههٔ ۱۳۵۰ خورشیدی) به ایالات متحده آمریکا رفت و در آنجا ازدواج کرد و در کاباره‌های ایرانی فعالیت هنری داشت.
از همسر اولش اُلگا، صاحب سه فرزند دختر به نام‌های «ژاکلین» (ترانه‌سرا، آهنگساز و خواننده) و «آیلین» (بازیگر و مجری تلویزیون) که دوقلو هستند و «کاترین» شد و از همسر دومش بِلا، صاحب یک پسر به نام «ادوین» یک دختر به نام «اِولین» شد که همگی آنها در خارج از ایران زندگی می‌کنند. او پس از مهاجرت به ایالات متحده آمریکا با همسر سومش «کارن» که آمریکایی‌الاصل بود ازدواج کرد.

## درگذشت
ویگن بر اثر بیماری سرطان پروستات در روز یکشنبه  ۲۶ اکتبر ۲۰۰۳ (۴ آبان ۱۳۸۲) در ۷۳ سالگی در شهر لس آنجلس در ایالت کالیفرنیا درگذشت و در «گورستان پیرس برادرز ولی اوکس» در وست لیک ویلیج، کالیفرنیا به خاک سپرده شد.

## ویگن از نگاه دیگران
«ویگن نمایانگر دوره‌ای مهم در تحول اجتماعی کشور ما بود. در آن سال‌ها ویگن حرف تازه‌ای را با ترانه‌هایش زمزمه می‌کرد. تصویر ویگن و گیتارش، در زمان تار و کمانچه، برای مردم ما یک تصویر نو و غیرقابل باور بود.»— ایرج جنتی عطایی، ترانه‌سرا، 
«ویگن به معنای واقعی یک خوانندهٔ ایرانی است که هم در اجرای ترانه‌های ارمنی و هم در اجرای ترانه‌های فارسی مهارت داشت. هرچند او از ایران مهاجرت کرد هیچ وقت گذشتهٔ خود، کشورش و خاطرات ایران را فراموش نکرد. اجرای ترانه‌های بسیار در وصف ایران، بازگشت به وطن، دلتنگی برای وطن و عشق مؤید این موضوع است. او در یکی از مصاحبه‌هایش با من گفت که نفهمیدم زندگی من چگونه سپری شد چون شب‌ها خواندم و روزها خوابیدم.»— لیدا بربریان، موسیقی‌دان و منتقد هنری، 

## آلبوم‌ها و آوازها
ویگن در طول زندگی هنری‌اش بیش از ششصد ترانه اجرا کرد. بعضی از طرفدارانش او را با الویس پریسلی، خواننده مشهور آمریکایی، مقایسه می‌کردند.
در هفتمین سالگرد مرگ ویگن به‌همت آیلین دخترش، یک DVD چهار ساعته که مجموعه‌ای است از آثار سینمایی، کنسرت‌ها و موزیک ویدئوهای ویگن که در ضمن داستان زندگی او نیز به‌صورت مستند و به روایت خود هنرمند در لابلای آن گنجانده شده به بازار آمد. آیلین در این مورد می‌گوید: «مردم ایران پدرم را دوست داشتند و ما می‌خواهیم خاطرهٔ او و تأثیری که او بر روی موسیقی پاپ کشورمان داشته برای همیشه در قالب این فیلم چهار ساعته برای آیندگان باقی بماند.»

| ۱۳۸۲ | به یاد تهران                                | ۹  |            |
| ۱۳۷۸ | بازگشت دوباره                               | ۸  |            |
| ۱۳۷۵ | سلطان عشق                                   | ۷  | ترانه      |
| ۱۳۷۲ | دیروز امروز                                 | ۸  | ترانه      |
| ۱۳۷۱ | بهترین‌های عطاالله خرم                       | ۱۴ | ترانه      |
| ۱۳۷۱ | یکتا (به‌همراه فائزه)                        | ۶  | ترانه      |
| ۱۳۷۰ | دوصدایی (Duets)                             | ۱۴ | ترانه      |
| ۱۳۷۰ | دو کبوتر                                    | ۱۲ | ترانه      |
| ۱۳۷۰ | خدا نگهدار                                  | ۱۲ | ترانه      |
| ۱۳۷۰ | بارون بارونه                                | ۱۲ | ترانه      |
| ۱۳۷۰ | اسب سم‌طلا                                   | ۱۲ | ترانه      |
| ۱۳۷۰ | مهتاب                                       | ۱۲ | ترانه      |
| ۱۳۶۳ | دل دیوانه                                   | ۱۶ |            |
| ۱۳۶۳ | همخونه (به همراه هایده)                     | ۶  | پارس ویدئو |
| ۱۳۶۳ | زن ایرونی                                   | ۶  | پارس ویدئو |
| ۱۳۵۴ | ترانهٔ من                                    | ۱۳ | کاسپین     |
| ۱۳۵۴ | آخ جون                                      | ۱۴ | کاسپین     |
| ۱۳۴۵ | فنجون طلا                                   | ۱۶ | کاسپین     |
| ۱۳۴۵ | ساری گلین                                   | ۱۰ | کاسپین     |
| ۱۳۴۴ | گل سرخ                                      | ۱۵ | کاسپین     |
| ۱۳۴۴ | چوپان                                       | ۱۴ | کاسپین     |
| ۱۳۴۳ | عروس                                        | ۱۶ | کاسپین     |
| ۱۳۴۲ | شاه دوماد                                   | ۱۱ |            |
| ?    | ساقی                                        | ۸  | ترانه      |
| ?    | کوله‌بار                                     | ۶  | ترانه      |
| ?    | هایوتز سارر (به ارمنی: کوه‌های ارمنستان)     |    |            |
| ?    | چرا نمی‌رقصی                                 |    |            |
| ?    | کالسکه زرین                                 |    |            |
| ?    | رقیب                                        |    |            |
| ?    | دختر خان                                    |    |            |
| ?    | ساقی                                        |    |            |
| ?    | آلبوم‌های بهترین‌های ویگن و عطاالله خرم ۱ و ۲ |    |            |
| ?    | آلبوم‌های ویگن ۱ و ۲ و ۳ و ۴ و ۵ و ۶ و ۷ و ۸ |    |            |

## مشهورترین ترانه‌ها
فهرست زیر شامل چند مورد از مشهورترین ترانه‌هایی است که توسط ویگن اجرا شده‌است:
| شکوفه می‌رقصد      | پرویز وکیلی       | عطاالله خرم | آواز اصفهان                                                               |
| دو کبوتر          | پرویز وکیلی       | عطاالله خرم |                                                                           |
| ساقی              | پرویز وکیلی       | عطاالله خرم |                                                                           |
| بی‌ستاره           | پرویز وکیلی       | عطاالله خرم | آواز اصفهان، دستگاه شور                                                   |
| کجاوه             | پرویز وکیلی       | عطاالله خرم |                                                                           |
| فنجون طلا         | نوذر پرنگ         | عطاالله خرم |                                                                           |
| اسب سم‌طلا         | نوذر پرنگ         | عطاالله خرم |                                                                           |
| بارون بارونه      | پرویز وکیلی       | عطاالله خرم | دستگاه ماهور ترانه‌ای ارمنی که به شعر فارسی هم خوانده‌شده و بسیار معروف شد. |
| خنچه بیارید       | سیروس آرین‌پور     | عطاالله خرم | دستگاه اصفهان                                                             |
| پیام رقیب         | ناصر رستگارنژاد   | عطاالله خرم |                                                                           |
| دل دیوانه         | رهی معیری         |             | آواز اصفهان                                                               |
| مثال تور ماهی‌ها   |                   |             |                                                                           |
| یه مرغ نازی داشتم |                   |             |                                                                           |
| به یاد لیلا       | هدایت‌الله نیرسینا | آهنگ محلی   |                                                                           |
| خدا تو را نگهدار  | تیمورتاش          | سورن        |                                                                           |
| ساری گلین         |                   |             | ملودی ارمنی/ ترکی که به هر دو زبان و نیز به فارسی اجرا شد.                |
| چرا نمی‌رقصی       | محمدعلی شیرازی    | ویگن        |                                                                           |

## فیلم‌شناسی
فیلم‌هایی که ویگن در آنها ترانه خوانده یا بازی کرده عبارت‌اند از:

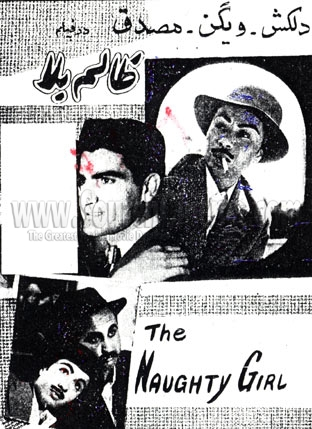
ویگن در پوستر فیلم ظالم بلا (نفر وسط)

| ۰۱ | چهره آشنا          | ۱۳۳۲ | آری | آری | حمید قنبری و ناهید سرفراز |
| ۰۲ | خون و شرف          | ۱۳۳۴ | -   | آری | -                         |
| ۰۳ | چهارراه حوادث      | ۱۳۳۴ | -   | آری | -                         |
| ۰۴ | شب‌نشینی در جهنم    | ۱۳۳۵ | آری | -   | دلکش                      |
| ۰۵ | ظالم بلا           | ۱۳۳۶ | آری | آری | دلکش                      |
| ۰۶ | طوفان در شهر ما    | ۱۳۳۷ | آری | -   | الهه                      |
| ۰۷ | تپه عشق            | ۱۳۳۸ | آری | آری | -                         |
| ۰۸ | بازی عشق           | ۱۳۳۸ | آری | -   | -                         |
| ۰۹ | آسمون‌جل            | ۱۳۳۸ | آری | -   | پوران                     |
| ۱۰ | بی‌ستاره‌ها          | ۱۳۳۸ | آری | آری | مهوش، یاسمین، آفت         |
| ۱۱ | یکی بود کی نبود    | ۱۳۳۸ | آری | -   | مهوش                      |
| ۱۲ | عروسک پشت پرده     | ۱۳۳۹ | آری | آری | -                         |
| ۱۳ | در جستجوی داماد    | ۱۳۳۹ | آری | -   | سیما                      |
| ۱۴ | چشمه عشاق          | ۱۳۳۹ | آری | آری | پوران                     |
| ۱۵ | بچه‌های محل         | ۱۳۳۹ | آری | -   | ویدا قهرمانی              |
| ۱۶ | آفت زندگی یا مرفین | ۱۳۳۹ | آری | -   | روانبخش                   |
| ۱۷ | آرشین مالالان      | ۱۳۳۹ | آری | آری | -                         |
| ۱۸ | آرامش قبل از طوفان | ۱۳۳۹ | آری | آری | -                         |
| ۱۹ | آتش و خاکستر       | ۱۳۳۹ | آری | آری | -                         |
| ۲۰ | فردا روشن است      | ۱۳۳۹ | آری | آری | دلکش                      |
| ۲۱ | عشق بزرگ           | ۱۳۴۰ | آری | -   | منوچهر سخایی              |
| ۲۲ | عسل تلخ            | ۱۳۴۰ | آری | آری | -                         |
| ۲۳ | بیوه‌های خندان      | ۱۳۴۰ | آری | -   | -                         |
| ۲۴ | لاله آتشین         | ۱۳۴۱ | آری | آری | پوران و بهشته             |
| ۲۵ | ترس و تاریکی       | ۱۳۴۲ | آری | آری | -                         |
| ۲۶ | عروس دریا          | ۱۳۴۴ | آری | آری | -                         |
| ۲۷ | دنیای پول          | ۱۳۴۴ | آری | -   | عارف، پوران، ایرج، بهشته  |
| ۲۸ | اعتراف             | ۱۳۴۵ | آری | آری | -                         |

## کتاب‌ها دربارهٔ ویگن
تاکنون دو عنوان کتاب دربارهٔ ویگن، در ایران منتشر شده‌است.
- حسینی، تانیا (۱۳۸۳). اشعار و ترانه‌های ویگن، سلطان جاز ایران. تهران: انتشارات بلوط سبز. شابک ۹۶۴-۸۱۸۸-۱۱-۴.
- دردریان، کارو. برادرم ویگن. مرجان. شابک ۹۶۴-۷۵۶۳-۱۳-۲.